# Föderation freiheitlicher Sozialisten
Die Föderation freiheitlicher Sozialisten war eine Nachfolge-Organisation der Freien Arbeiter-Union Deutschlands von 1947 bis um 1970 (Sitz in Berlin) und die damals größte anarchosyndikalistische Organisation nach dem Zweiten Weltkrieg.

## Geschichte
Ehemalige Mitglieder der von den Nationalsozialisten zerschlagenen anarchosyndikalistischen Gewerkschaft FAUD gründeten auf dem Pfingstkongress 1947 in Darmstadt die Föderation freiheitlicher Sozialisten (FfS). 1948 hatte die FfS eine Mitgliederzahl von zwischen 350 und 400 Personen (Hans Jürgen Degen, Anarchismus in Deutschland). Von 1947 bis 1949 erschien von der FfS die Zeitschrift Die Internationale (4. Folge). Die größten Gruppen waren in Berlin, Köln, München, Hamburg und Wuppertal aktiv. Inhalte und Ziele der FfS waren nicht wie die der früheren FAUD eine eigenständige Gewerkschaft zu bilden, vielmehr lag der Schwerpunkt auf kulturpolitischen Aktionen und Aktivitäten, zusammen mit der Gilde freiheitlicher Bücherfreunde sowie Agitation des anarchosyndikalistischen Gedankengutes in Betrieben und mit der Zeitschrift Die freie Gesellschaft. Die Föderation war bestrebt, so der Mitbegründer Willi Paul, „Keine neue Partei (zu) sein, sondern eine unabhängige nicht staatsgebundene Organisation“ (Zitat nach: H. J. Degen, Seite 62 f.).
Internationale Unterstützung erhielt die FfS von der schwedischen Sveriges Arbetares Centralorganisation (SAC), der Basler Arbeitsgemeinschaft freiheitlicher Sozialisten und der Internationalen Arbeiter-Assoziation (IAA). Förderer waren auch Rudolf Rocker, Helmut Rüdiger und Augustin Souchy, aktiv beteiligt war der Anarchosyndikalist Werner Henneberger. In Deutschland beteiligten sich bei der Gründung der FfS Fritz Linow, der vor dem Zweiten Weltkrieg bereits als Arbeitsrechtsexperte bei der FAUD tätig war; Willi Paul, 1946 aus der Kriegsgefangenschaft zurückgekehrt und Georg Hepp, der für den zweiten FfS-Kongress im Mai 1948 die Ziele und Aufgaben formulierte. Der Kongress sprach sich deutlich gegen den Faschismus aus, gegen jede autoritäre Unterdrückung und Bevormundung sowie gegen bürokratische und zentralistische demokratische Politik. Die Föderation freiheitlicher Sozialisten befürwortete Völkerverständigung und Frieden, des Weiteren antimilitaristische und sozialdemokratische Aktionen. Die 1948 in Leipzig veranstaltete Konferenz der libertären Bewegung wurde von einem Spion verraten, worauf alle Teilnehmer verhaftet wurden. Ein Jahr später kam es zu erneuten Verhaftungen von über 270 Anarchosyndikalisten und libertären Sozialisten. Nicht selten kamen die Opfer in ehemalige Konzentrationslager, „dreißig freiheitliche Sozialisten (waren) seit weit einem Jahr wieder im KZ Oranienburg–Sachsenhausen“ (vgl.: H. J. Degen, Seite 194).
Das Bestreben der Föderation freiheitlicher Sozialisten war 1947 als legale Gruppe arbeiten zu können. Die alliierten Besatzungsmächte verweigerten jedoch die Genehmigung zur Zulassung einer legalen Organisation. 1947 hatte die Münchener FfS siebenundzwanzig Mitglieder, die Berliner achtzig und in Köln einhundertdreizehn. In den 1960er Jahren löste sich die Föderation langsam auf und 1970 beendete die letzte Ortsgruppe in München ihre Aktivitäten.

## Unsere Stimme
Von 1954 bis 1956 erschien das anarchistische Mitteilungsblatt Unsere Stimme, eine Gemeinschaftsausgabe der Föderation freiheitlicher Sozialisten und der Gilde freiheitlicher Bücherfreunde, verantwortlicher Herausgeber und Redakteur war Hans Weigl. Die Zeitschrift Die freie Gesellschaft diente als Vorbild und der Inhalt bestand vorwiegend aus Artikeln von ausländischen libertären Zeitschriften. Beiträge von R. Rocker, Hedin Bengt und H. Rüdiger wurden unter anderem veröffentlicht. Die Theorien des freiheitlichen Sozialismus und der Versuch einer geistigen Veränderung in der Bevölkerung standen im Mittelpunkt.